# أبو الحسن البلنوبي
أبو الحسن علي بن عبد الرحمن بن أبي البشائر الصِّقلي يعرف أيضًا بـابن أبي البشر الصقلي، شاعر عربي صقلي من أهل القرن الحادي عشر الميلادي/ الخامس الهجري، عاش معظم حياته في مصر الفاطمي. ولد في غربي جزيرة صقلية‌ بإمارة صقلية، ثم هاجر منها بعد غزو النورماني إلى الدولة الفاطمية في مصر، واتصل بأعلامها. سنة ولادته ووفاته غير معلومة على وجه الدّقة. حقق ديوانه لأول مرة هلال ناجي في 1976.

## سيرته
هو أبو الحسن عليُّ بن أبي القاسم عبد الرحمن بن أبي البِشَر أو البشائر البَلّنوبي الصِقِلّي، والبلّنوبي هي نسبةً إلى مدينة بيلّا نووِبا في غربي جزيرة صقلية. كان والده رجل علمٍ وأدب. 

ولد أبو الحسن البلّنوبي فيها أيام إمارة صقلية، ثم هاجر منها بعد غزو النورمان لجنوب إيطاليا إلى الدولة الفاطمية في مصر واتخذها موطنًا له. وفي مصر مارس التدريس وتتلمذ عليه في الإسكندرية أبو محمد عبد الله بن يحيى بن حمود الخريمي، وعلي بن الحسن بن يوسف الدمراوي، وعمر بن عيسى السوسي النحوي. وممن روى عنه بعض شعره: أبو الحسن الجيزي، وأبو الرجاء بشير بن المبشر بن فاتك المصري.

اتصل بأبي محمد الحسن بن عليَّ اليازوري الذي استوزره المستنصر بالله الفاطمي من المحرم سنة 442/ يونيو 1050 إلى المحرم 450/ مارس 1058. وكان البلنوبي ينتقل بين الإسكندرية والقاهرة، وكان يكسب بمدح الأمراء والكبار، وبشيء من التدريس.

سنة وفاته مثل ولادته غير واضحة، ولعله كان حيًّا حتى الثلث الأخير من القرن الخامس الهجري.

## أدبه
كان شاعرًا مغاربيًا كثير التقليد للمشارقة في أغراضه وأسلوبه، وقال عنه عمر فروخ «مع شيء من الفصحاة ومن جمال الأسلوب، برغم ما في أسلوبهِ أحيانًا من الضعف. ولم يَرِد في شعره ذكرٌ لصِقليّة،‌ بل كان فيه كثيرٌ من خصائص شعراء مصر في العهد الفاطمي ممّا يَدُّل على أنّ أكثر شعره قد قيل في مصر، ولعلّ جانبًا كبيرًا من حياته كان أيضًا في مصر. ». وفنون شعره المدحُ والهجاء والرثاء والوصف والغزل. وفي شعره يذكر بعض ممدوحيه كأبن حمدان واليازوري وبني الموقفي وابن المدبر. 

ذكر العماد الأصفهاني أن له مجموعَ شعرٍ، فقال: «قرأتُ في مجموع شعرٍ نظماً حرّاً، يفوق ياقوتاً ودرّاً، منسوباً إلى أبي الحسن بن أبي البشْـر مشتملاً من المعاني على الغُرَر». حقَّق ديوانه هلال ناجي ونشره سنة 1976.

وكانت له صلات جيدة بشعراء عصره فمن ذلك صلته بأبي سليمان بن هبة الله الكاتب.

ومن شعره:

## وصلات خارجية
- في بوابة الشعراء